# Aparelho Respiratório Isolante de Circuito Aberto

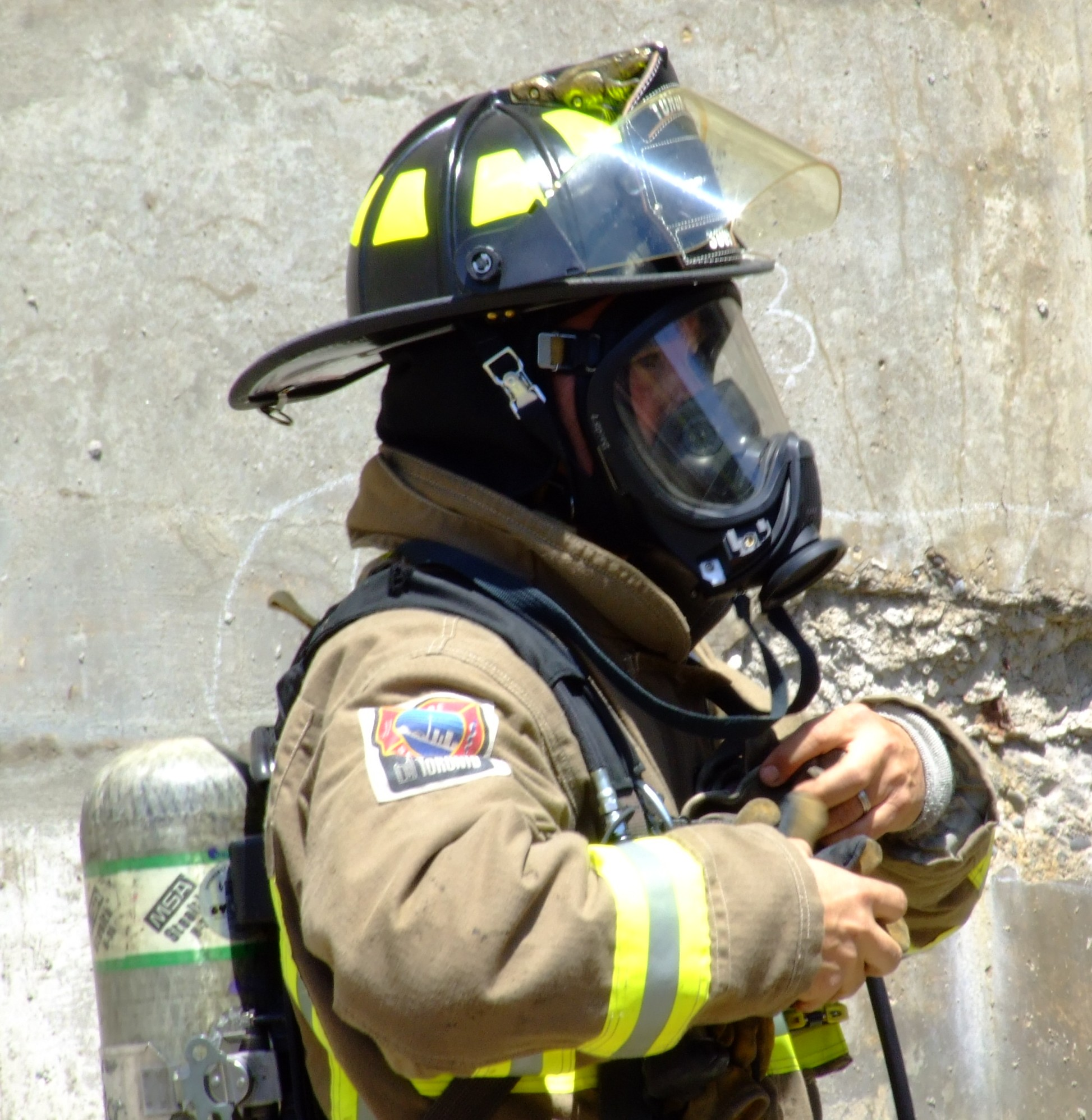
Bombeiro de Toronto a usar um ARICA

Aparelho Respiratório Isolante de Circuito Aberto - ARICA é um equipamento respiratório utilizado por bombeiros quando precisam agir em atmosferas potencialmente tóxicas, com baixo teor de oxigênio. É concebido e construído para permitir ao utente respirar, por chamada, o ar proveniente de uma garrafa (ou garrafas) de alta pressão. 
Um ARICA  é constituído essencialmente por peça facial, garrafa(s), pressintas de fixação do aparelho ao utilizador, suporte dorsal, manómetro e avisador sonoro de segurança.
A ARICA, é um dos equipamentos essenciais para a sobrevivência de um bombeiro numa situação de risco. É tão importante que em Portugal nenhum estagiário (aprendiz de Bombeiro) pode ser promovido a Bombeiro sem saber os componentes principais de um ARICA e como colocá-lo correctamente.   